# EFL Bowl V
Navigation
EFL Bowl IV EFL Bowl VI
L'European Football League Bowl 2018, abrégée en EFL Bowl V, en français Bowl V de la Ligue Européenne de Football Américain,  est la 5e édition de l'European Football League Bowl.
Il s'agit de la seconde compétition européenne interclubs de football américain organisée par l'IFAF Europe et réservée aux équipes de clubs de la Division II européenne.
Les équipes de 1re division participent au tournoi BIG 6, celui-ci permettant de remporter l'Eurobowl.

## Équipes participantes
| Nationalité | Équipe                   |
| ----------- | ------------------------ |
|             | Dracs de Badalona        |
|             | Black Panthers de Thonon |
|             | Brussels Tigers          |
|             | Calanda Broncos          |
|             | Potsdam Royals (en)      |
|             | Milano Seamen            |

## Résultats
| Date     | Home    | Score   | Away    |
| -------- | ------- | ------- | ------- |
| 15 avril | Tigers  | 00 – 72 | Royals  |
| 29 avril | Broncos | 39 – 0  | Tigers  |
| 12 mai   | Royals  | 33 – 31 | Broncos |

| Rang | Équipe              | Pts | J | G | N | P | Bp  | Bc  | Diff |
| ---- | ------------------- | --- | - | - | - | - | --- | --- | ---- |
| 1    | Potsdam Royals (en) | 4   | 2 | 2 | 0 | 0 | 105 | 31  | +74  |
| 2    | Calanda Broncos     | 2   | 1 | 1 | 0 | 1 | 70  | 33  | +37  |
| 3    | Brussels Tigers     | 0   | 2 | 0 | 0 | 2 | 0   | 111 | -111 |

| Date     | Home           | Score   | Away           |
| -------- | -------------- | ------- | -------------- |
| 24 mars  | Dracs          | 10 – 23 | Seamen         |
| 14 avril | Black Panthers | 20 – 37 | Dracs          |
| 12 mai   | Seamen         | 49 – 03 | Black Panthers |

| Rang | Équipe                   | Pts | J | G | N | P | Bp | Bc | Diff |
| ---- | ------------------------ | --- | - | - | - | - | -- | -- | ---- |
| 1    | Milano Seamen            | 4   | 2 | 2 | 0 | 0 | 72 | 13 | +59  |
| 2    | Dracs de Badalona        | 2   | 1 | 1 | 0 | 1 | 47 | 43 | +4   |
| 3    | Black Panthers de Thonon | 0   | 2 | 0 | 0 | 2 | 23 | 86 | -63  |

| Date, lieu                                         | Vainqueur     | Score   | Finaliste           |
| -------------------------------------------------- | ------------- | ------- | ------------------- |
| 9 juin 2018 à Stadio Breda Sesto S Giovanni, Milan | Milano Seamen | 42 – 43 | Potsdam Royals (en) |